# Symfonie nr. 6 (Maslanka)
David Maslanka componeerde zijn zesde symfonie "Living Earth" in 2004.

## Compositie
Maslanka heeft altijd een gevoel voor tijd en plaats gehad, maar kon dat niet kwijt in zijn composities. Sinds hij echter teruggetrokken leeft in Montana en zich geheel aan compositie wijdt, heeft hij het een plaats in zijn (componisten-)leven kunnen geven. Door de overweldigende natuur aldaar heeft hij een ander beeld van de Aarde gekregen. Weliswaar wordt de Aarde regelmatig getroffen door rampen, toch weet zij zich iedere keer te herstellen. Daaruit komt ook het geloof voort van de componist; iedere ramp brengt uiteindelijk ook voorspoed met zich mee. En; elke ramp geeft ons meer inzicht in de werking van en het leven op deze planeet. Daarnaast gelooft Maslanka dat de mensheid de Aarde niet zal vernietigen en ziet de aarde en haar bewoners tegenwoordig als één organisme.
In die diezelfde periode heeft hij ook de koralen van Johann Sebastian Bach bestudeerd; citaten uit of arrangementen van deze koralen verwerkt hij regelmatig in zijn eigen composities.

## Delen
De compositie kent vijf delen (daarachter wordt vermeld welk koraal er in verwerkt is):
1. Living Earth I; koralen: How empty, how fleeting en Only trust in God to guide you;
2. Rain; koraal: From heaven above I come;
3. November-geese on the wing; koraal: O how blessed;
4. Dreamer; koraal: Jesus Christ, our savior;
5. Living Earth II; koraal: My soul exalts the Lord.

Hij laat de rest aan de verbeelding van de luisteraar over.
In tegenstelling tot zijn meeste symfonieën, is deze symfonie geschreven voor symfonieorkest en niet voor harmonieorkest. Het werk duurt ongeveer 35 minuten.

## Bron
- Uitgave Albany Records, dat regelmatig composities van Maslanka uitgeeft.